# Regionalny Zespół Pieśni i Tańca „Wilamowice”
Regionalny Zespół Pieśni i Tańca „Wilamowice” – zespół, którego program opiera się wyłącznie na wilamowskich tańcach i pieśniach, a jego członkowie występują w różnych wariantach tradycyjnych strojów wilamowskich. Większą część pieśni zespół wykonuje w wilamowskim, a swój repertuar opiera na obrzędach i zwyczajach charakterystycznych kulturowo dla Wilamowic: Pastorałkach Wilamowskich, Śmiergustach, Weselu Wilamowskim, Gregory, Pierzowiec.
Działa pod patronatem Stowarzyszenia na Rzecz Zachowania Dziedzictwa Kulturowego Miasta Wilamowice „Wilamowanie” oraz Miejsko-Gminnego Ośrodka Kultury w Wilamowicach.

## Historia
Zespół został założony przez Jadwigę Bilczewską-Stanecką w 1948 r. jako kontynuacja dawnego zespołu z lat trzydziestych, utworzonego przez jej ojca, dyrektora ówczesnej szkoły – Eugeniusza Bilczewskiego. Początkowo, z powodu zakazu użytkowania wilamowskiej kultury i języka, Zespół występował z repertuarem ogólnopolskim (krakowiaki, oberki, polonezy). Z czasem, dzięki zainteresowaniu Cepelii, umożliwiono występy w strojach wilamowskich oraz zaczęto śpiewać pieśni w języku wilamowskim. Stał się również znany w kraju i za granicą Zespół występował w kraju i za granicą (m.in. w Austrii, Niemczech, Belgii, Holandii, Francji, Szwajcarii, Węgrzech, Włoszech, Czechach, Słowacji, Bułgarii, Słowacji, Chorwacji, Ukrainie, Litwie). Grupa jest laureatem wielu prestiżowych nagród na festiwalach zespołów folklorystycznych. W 1976 po śmierci Jadwigi Bilczewskiej-Staneckiej kierownictwo zespołu obejmuje Józef Gawlik, który kieruje zespołem aż do 1995 r., kiedy zespół został zlikwidowany przez Miejsko-Gminny Ośrodek Kultury i Urząd Gminy w Wilamowicach.

## Reaktywacja
W 2000 r. zespół został reaktywowany przez samych członków, którzy zrzeszyli się pod patronażem Stowarzyszenia „Wilamowanie”. Członkowie własnym nakładem pozyskują stare stroje, odbudowując garderobę. Obecnie w czasie występów prezentowane są stroje codzienne, odświętne mężatek, stroje matek chrzestnych, stroje kobiet na większe święta, stroje zimowe, ubiór odświętny panien, oraz różne warianty strojów męskich, stroje weselne i żałobne.
Współcześnie Zespół jest grupą wielopokoleniową i liczy sobie ponad 70 osób. W jego skład wchodzą dzieci, młodzież i dorośli. Przedział wiekowy wynosi od 6 do 86 lat, więc zdarza się niekiedy, że w Zespole tańczą wszystkie trzy pokolenia rodzin. Stwarza się przez to sytuację sprzyjającą do kulturowej transmisji międzypokoleniowej – młodzi uczą się tradycji i języka w sposób naturalny, gdyż grupa członków Zespołu wciąż posługuje się językiem wilamowskim. Kierownikiem oraz choreografem zespołu jest Alicja Dusik. a kierownictwo muzyczne pełni Jan Rozner.

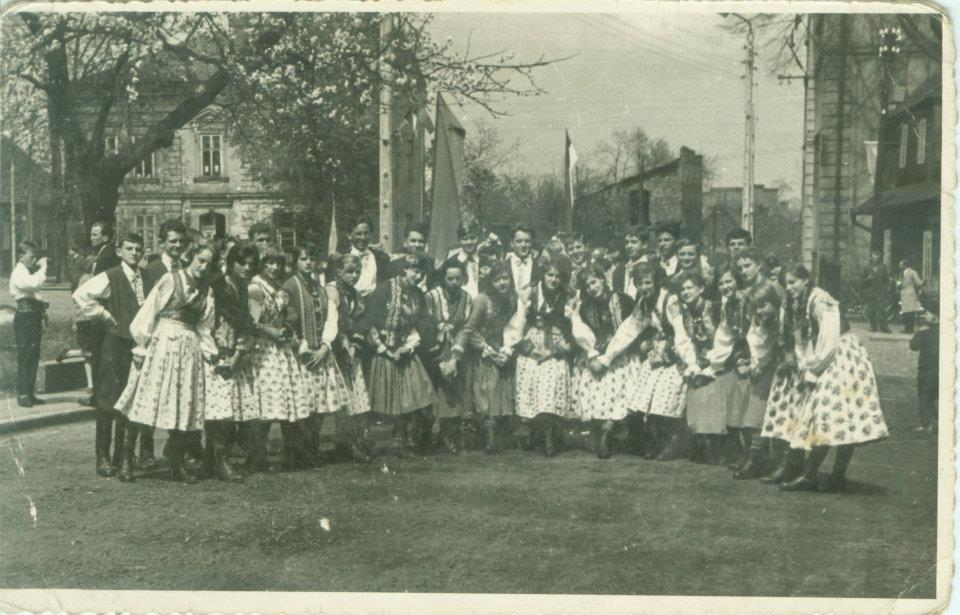
Zespół w latach 50. XX wieku. Zdjęcie z archiwum Stowarzyszenia „Wilamowianie”

## Repertuar
Program oparty jest na ciągle żywych w Wilamowicach obrzędach i zwyczajach ludowych. Najbarwniejszy z nich jest taniec oparty na wspomnianym już zwyczaju Śmiergustów – polegającym na odwiedzaniu domów panien w nocy z Niedzieli Wielkanocnej na Poniedziałek Wielkanocny przez grupę kawalerów w kolorowych strojach ukrywających swe tożsamości pod maskami. Przebierańcy polewają dziewczęta, licząc na jadło i napitek, po czym po zabawie idą do następnego domu. Zwyczaj dopełnia się w niedzielę rano, kiedy to wszystkie grupy śmierguśników spotykają się na wilamowskim rynku, czatując na dziewczyny wychodzące z kościoła.
Zespół w swym repertuarze rekonstruuje również obrzęd Wilamowskiego Wesela, obchodzonego niezwykle uroczyście, z tradycyjnymi pieśniami oraz uwzględnieniem wszystkich weselnych zwyczajów występujących na terenie Wilamowic.
Najbardziej charakterystycznym tańcem jest FIL. Składa się on z kilku części i opiera się na starych wilamowskich melodiach – „ån śrejt weter”, „Ny śyk mih”, „Måkja måj”. Poszczególne fragmenty tańca polegają na naśladowaniu czynności wykonywanych przez kowala, szewca, prządkę i kosiarza podczas ich pracy. Do repertuaru wciąż wprowadzane są stare pieśni i melodie wilamowskie. Do najpopularniejszych możemy zaliczyć wilamowską kołysankę, czyli „Śłöf måj kyndła fest”, „Diöt fum hejwuł”, „Kuźe måkja”, „O måj łiwy müter”, „S’wün åmöł cwü mykja”, „Wymysiöejer śejny måkja”, „Yta, yta kymt ‘å”, „Błi oh błi” i inne…
Członków Zespołu, podtrzymujących lokalne tradycje, ubranych w wilamowskie stroje, można spotkać w Wilamowiach również w czasie ważnych świąt religijnych i państwowych.

## Nagrody i osiągnięcia

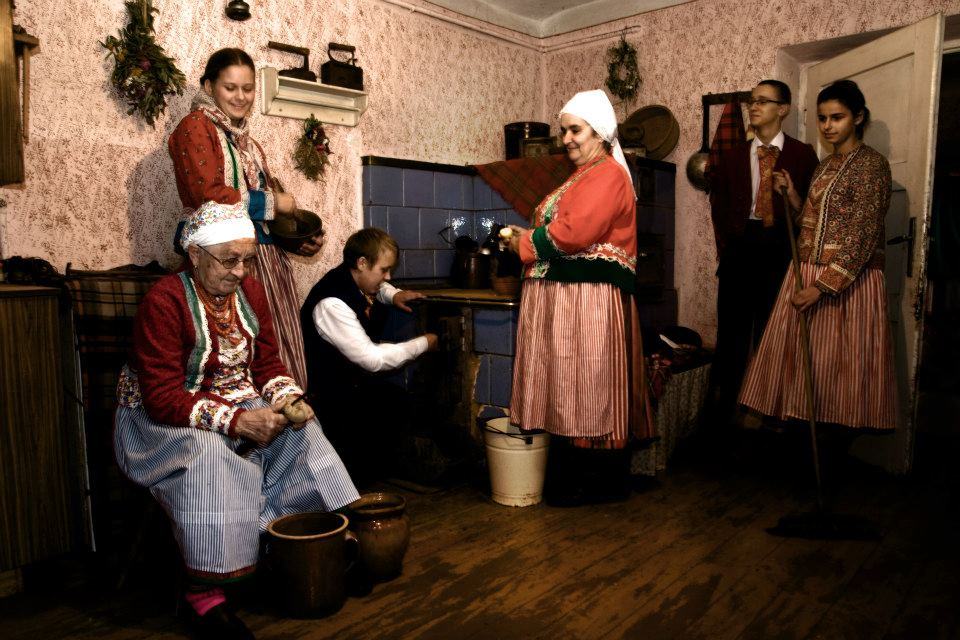
Członkowie Zespołu w strojach codziennych, fot. W. Romański, 2007 r.

W latach 2008–2010 członkowie zespołu brali udział w programie edukacyjnym „Bernardo Bellotto – ambasador kultury”, organizowanym przez Zamek Królewski w Warszawie, gdzie kilkukrotnie grupa występowała w Sali Assamblowej Zamku Królewskiego.
W roku 2013 Zespół prezentował kulturę Wilamowic w Sejmie Rzeczypospolitej Polskiej na Konferencji Języków Ginących.
Zespół otrzymał nagrodę Wojewody Bielskiego oraz wyróżnienie „Złotą Odznaką Honorową za Zasługi dla Województwa Śląskiego w 2008 r.”; jak również Odznakę Honorową Ministra Kultury i Ochrony Dziedzictwa Narodowego „Zasłużony dla Kultury Polskiej” w 2009 roku.
Poza licznymi sukcesami z lat 1948–1995:
- wielokrotny laureat festiwalu zespołów folklorystycznych „Tęcza Polska” w Polanicy-Zdroju.
- wielokrotny laureat festiwalu zespołów folklorystycznych „Saga” w Kozach
- I miejsce w wojewódzkim przeglądzie zespołów spółdzielczych Chorzów 2007
- II miejsce w ogólnopolskim przeglądzie obrzędów weselnych Kadzidło 2004